# Американ алфа
Американ алфа е кеч отбор, включващ аматьорските борци Джейсън Джордан и Чад Гейбъл и участващ в WWE, където са бивши Отборни шампиони на Разбиване и Отборни шампиони на NXT.

## История
Започвайки от май 2015, новодошлият в NXT Чад Гейбъл започва сюжет с Джейсън Джордан, в който той опитва да обеди Джордан в сформиране на ново сдружение, след разделянето на отбора на Джордан и Тай Дилинджър. След близо два месеца колебания, Джордан най-накрая се съгласява на мач с Гейбъл като негов партньор. На 15 юли в епизод на NXT, Джордан и Гейбъл успешни в техния официален дебют заедно срещу отбора на Илайъс Самсън и Стив Кътлър. На 2 септември Джордан и Гейбъл участват в първия кръг на турнира Дъсти Роудс Отборна класика, побеждавайки отбора на Невил и Соломон Кроу. След като побеждават Хайп Броус, отборът губи от Барън Корбин и Райно. Първоначално лош отбор, техният борбен дух и издръжливост срещу техните огромни опоненти спечелват много фенове. На 18 ноември Джейсън и Гейбъл предизвикват отбор от главния състав Възкачване и ги побеждават. На 2 декември на NXT Джордан и Гейбъл срещат бившите Отборни шампиони на NXT водевиланс и също ги побеждават. На Завземане: Лондон Гейбъл и Джордан успяват в отборен мач фатална четворка, който беше записан за 23 декември за епизод на NXT. На 8 януари на записванията за NXT, отборът на Джордан и Гейбъл започва да се нарича „Американ Алфа“.
Американ Алфа са се били с Уесли Блейк и Бъди Мърфи на два различни случаи на 27 януари и 24 февруари, където те успяват и двата пъти, както и в отбор с Ензо Аморе и Колин Касиди срещу Блейк и Мърфи и Даш и Доусън на 17 февруари, където отбелязват победа.
Американ Алфа среща Водевиланс на 16 март на NXT в мач за претенденти, където отбелязват победа, получавайки мач срещу Отборните шампиони на NXT Възраждане, получавайки мач на Завземане: Далас. Двойката спечелиха Отборните титли на NXT на събитието. Побеждават Ензо Аморе и Колин Касиди на 20 април в епизод.

## В кеча
- Отборни финални ходове
  - Grand Amplitude (Belly-to-back pop-up (Джордан) към bridging high-angle belly-to-back suplex (Гейбъл) комбинация)[3][4]
- Отборни ключови ходове
  - Double Northern Lights Suplex
- Входни песни
  - „Elite“ на CFO$[5] (29 юли 2015 – )

## Шампионски титли и отличия

### Професионален кеч
- Wrestling Observer Newsletter
  - Новобранец на годината (2015) – Гейбъл[6]
- WWE NXT
  - Отборни шампиони на NXT (1 път)
- WWE
  - Отборни шампиони на Разбиване – (1 път)